# (31660) Maximiliandu
1999 HY10 (asteroide 31660) é um asteroide da cintura principal. Possui uma excentricidade de 0.18011630 e uma inclinação de 3.12066º.
Este asteroide foi descoberto no dia 17 de abril de 1999 por LINEAR em Socorro.